# Port lotniczy Yarmouth
Port lotniczy Yarmouth (IATA: YQI, ICAO: CYQI) – port lotniczy położony w Yarmouth, w Nowej Szkocji, w Kanadzie.